# Gare des Moussoux
La gare des Moussoux est une gare ferroviaire française de la ligne de Saint-Gervais à Vallorcine, située sur la commune de Chamonix-Mont-Blanc, dans le département de la Haute-Savoie en région Auvergne-Rhône-Alpes.
C'est une halte ferroviaire de la Société nationale des chemins de fer français (SNCF), arrêt facultatif, desservi par des trains TER Auvergne-Rhône-Alpes.

## Situation ferroviaire
Établie à 1 034 m d'altitude, la gare des Moussoux est située au point kilométrique (PK) 17,500 de la ligne de Saint-Gervais à Vallorcine, entre les gares des Pélerins et de Chamonix-Aiguille-du-Midi.

## Service voyageurs

### Accueil
Halte SNCF, c'est un point d'arrêt non géré (PANG) à entrée libre. Elle est équipée d'une voie et d'un quai avec un abri.

### Desserte
Les Moussoux est desservie par des trains TER Auvergne-Rhône-Alpes qui assurent des missions entre les gares de Saint-Gervais-les-Bains-Le Fayet et Vallorcine. L’arrêt est facultatif, les trains desservent la halte à la demande. Les voyageurs désirant monter dans un train doivent se placer sur le quai en tête de train et faire signe au conducteur.